# Saison 4 des Vies rêvées d'Erica Strange
Chronologie
Saison 3
Cet article présente les onze épisodes de la quatrième saison de la série télévisée canadienne Les Vies rêvées d'Erica Strange (Being Erica).

## Synopsis
Erica Strange, jeune trentenaire vivant à Toronto, pense que sa vie est catastrophique et regrette certains évènements de son passé. Elle rencontre au terme d'une série d'accidents un homme qui se présente à elle comme son thérapeute, le docteur Tom. Il lui demande d'écrire une liste des moments-clés de sa vie qui sont devenus ses plus grands regrets. Erica découvre alors que son thérapeute a le pouvoir de la renvoyer dans le temps pour revisiter ces moments. C'est l'occasion pour elle de comprendre son passé, et le mettre en perspective avec sa vie actuelle. Cependant, changer le passé n'est pas sans danger ou conséquences…

## Distribution de la saison

### Acteurs principaux
- Erin Karpluk (VFB : Sophie Landresse) : Erica Strange
- Michael Riley (VFB : Franck Dacquin) : Dr Tom Wexlar

### Acteurs récurrents
- Adam Fergus : Adam Fitzpatrick
- Joanna Douglas (VFB : Marcha Van Boven) : Samantha « Sam » Strange-McIntosh
- Adam MacDonald (VFB : Thierry Janssen) : Josh McIntosh
- John Boylan (en) (VFB : Philippe Résimont) : Gary Strange
- Kathleen Laskey (VFB : Catherine Conet) : Barbara Strange
- Devon Bostick (VFB : Emmanuel Dekoninck) : Leo Strange
- Reagan Pasternak (VFB : Marie Van R) : Julianne Giacomelli
- Morgan Kelly (VFB : Sébastien Hébrant) : Brent Kennedy
- Laurence Leboeuf (VFB : Claire Tefnin) : Claire
- Sebastian Pigott (VFB : Grégory Praet): Kai Booker
- Anna Silk : Cassidy Holland
- Kim Roberts (VFB : Ethel Houbiers) : Camilla
- Tyron Leitso (VFB : Bruno Mullenaerts) : Ethan
- Vinessa Antoine (VFB : Delphine Moriau) : Judith
- Paula Brancati (VFB : Mélanie Dermont) : Jenny

## Production
La créatrice de la série, Jana Sinyor, a déclaré : « La saison 4 marquera la fin de Being Erica. Il est important pour Aaron et moi-même d'être en mesure de terminer l'histoire d'une manière qui satisfera notre public. ».

## Liste des épisodes

### Épisode 1:Dr Qui?
- Titre original : Doctor Who?
- Numéro(s) : 39 (4-01)
- Scénariste(s) : Aaron Martin et Jana Sinyor
- Réalisateur : Ken Girotti
- Diffusion(s) :
  -  Canada : 26 septembre 2011 sur CBC[2]
  -  Québec : 28 août 2012 sur Séries+[3]
  -  France :  sur Orange Cinéhappy
  -  Belgique :  sur RTL-TVI
- Audiences : 351 000 téléspectateurs (première diffusion, Canada)
- Invité(s) :
- Résumé : Maintenant apprentie-thérapeute, Erica doit aider Josh a mieux vivre son divorce...

### Épisode 2:Osso Barko
- Titre original : Osso Barko
- Numéro(s) : 40 (4-02)
- Scénariste(s) : Aaron Martin et Jana Sinyor
- Réalisateur : Gary Harvey
- Diffusion(s) :
  -  Canada : 3 octobre 2011 sur CBC
  -  Québec : 4 septembre 2012 sur Séries+[4]
- Audiences : 330 000 téléspectateurs (première diffusion, Canada)
- Invité(s) :
- Résumé : Le Dr Tom demande à Erica de conseiller Julianne qui a des problèmes de comportement au travail...

### Épisode 3:Jeune Maman
- Titre original : Baby Mama
- Numéro(s) : 41 (4-03)
- Scénariste(s) : Aaron Martin et Jana Sinyor
- Réalisateur : Ken Girotti
- Diffusion(s) :
  -  Canada : 10 octobre 2011 sur CBC
  -  Québec : 11 septembre 2012 sur Séries+[5]
- Audiences : 330 000 téléspectateurs (première diffusion, Canada)
- Invité(s) :
- Résumé : Sam, la sœur d'Erica, est enceinte. Leur mère prend très mal la nouvelle...

### Épisode 4:Question de personnalité
- Titre original : Born This Way
- Numéro(s) : 42 (4-04)
- Scénariste(s) : Aaron Martin et Jana Sinyor
- Réalisateur : Gary Harvey
- Diffusion(s) :
  -  Canada : 17 octobre 2011 sur CBC
  -  Québec : 18 septembre 2012 sur Séries+[6]
- Audiences : 305 000 téléspectateurs (première diffusion, Canada)
- Invité(s) :
- Résumé : Brent a du mal à s'adapter à la nouvelle politique de River Rock Ed. Erica veut dynamiser le couple qu'elle forme avec Adam...

### Épisode 5:Les Péchés du père
- Titre original : Sins of the Father
- Numéro(s) : 43 (4-05)
- Scénariste(s) : Aaron Martin et Jana Sinyor
- Réalisateur : Paul et Maria Fox
- Diffusion(s) :
  -  Canada : 24 octobre 2011 sur CBC
  -  Québec : 25 septembre 2012 sur Séries+[7]
- Audiences : 272 000 téléspectateurs (première diffusion, Canada)
- Invité(s) :
- Résumé : Kaï est de retour à Toronto...

### Épisode 6:Si on pouvait recommencer
- Titre original : If I Could Turn Back Time
- Numéro(s) : 44 (4-06)
- Scénariste(s) : Aaron Martin et Jana Sinyor
- Réalisateur : Phil Earnshaw
- Diffusion(s) :
  -  Canada : 31 octobre 2011 sur CBC
  -  Québec : 2 octobre 2012 sur Séries+[8]
- Audiences : 295 000 téléspectateurs (première diffusion, Canada)
- Invité(s) :
- Résumé : Erica essaie de vivre une journée parfaite...

### Épisode 7:Les Vies rêvées d'Ethan
- Titre original : Being Ethan
- Numéro(s) : 45 (4-07)
- Scénariste(s) : Aaron Martin et Jana Sinyor
- Réalisateur : Kari Skogland
- Diffusion(s) :
  -  Canada : 7 novembre 2011 sur CBC
  -  Québec : 9 octobre 2012 sur Séries+[9]
- Audiences : 326 000 téléspectateurs (première diffusion, Canada)
- Invité(s) : Rossif Sutherland : Emmett
- Résumé : Erica veut aider Ethan à trouver la femme parfaite...

### Épisode 8:Répondez-moi
- Titre original : Please, Please Tell Me Know
- Numéro(s) : 46 (4-08)
- Scénariste(s) : Aaron Martin et Jana Sinyor
- Réalisateur : John Fawcett
- Diffusion(s) :
  -  Canada : 14 novembre 2011 sur CBC
  -  Québec : 16 octobre 2012 sur Séries+[10]
- Audiences : 367 000 téléspectateurs (première diffusion, Canada)
- Invité(s) :
- Résumé : Erica est confrontée à son avenir...

### Épisode 9:Erica au pays des merveilles
- Titre original : Erica's Adventures in Wonderland
- Numéro(s) : 47 (4-09)
- Scénariste(s) : Aaron Martin et Jana Sinyor
- Réalisateur : Paul and Mary Fox
- Diffusion(s) :
  -  Canada : 28 novembre 2011 sur CBC
  -  Québec : 23 octobre 2012 sur Séries+[11]
- Audiences : 243 000 téléspectateurs (première diffusion, Canada)
- Invité(s) :
- Résumé : Dave et Ivan se marient. Erica ne sait pas quoi dire quand Kaï lui fait sa demande...

### Épisode 10:Pourim
- Titre original : Purim
- Numéro(s) : 48 (4-10)
- Scénariste(s) : Aaron Martin et Jana Sinyor
- Réalisateur : John Fawcett
- Diffusion(s) :
  -  Canada : 5 décembre 2011 sur CBC
  -  Québec : 30 octobre 2012 sur Séries+[12]
- Audiences : 226 000 téléspectateurs (première diffusion, Canada)
- Invité(s) :
- Résumé : Erica découvre la liaison de Julianne et Brent...

### Épisode 11:DrÉrica
- Titre original : Dr. Erica
- Numéro(s) : 49 (4-11)
- Scénariste(s) : Aaron Martin et Jana Sinyor
- Réalisateur : Chris Grismer
- Diffusion(s) :
  -  Canada : 12 décembre 2011 sur CBC
  -  Québec : 6 novembre 2012 sur Séries+[13]
- Audiences : 333 000 téléspectateurs (première diffusion, Canada)
- Invité(s) :
- Résumé : Le Dr Tom décide de ne plus exercer comme thérapeute. La relation de Julianne et Brent va être mise à l'épreuve...